# 古宮聡
古宮 聡（こみや さとし）は、日本の経営コンサルタント。

## 経歴
明治大学政治経済学部卒業。IMD経営学修士（MBA）。
日本フィリップス株式会社などを経て、1996年にボストン・コンサルティング・グループ（BCG）に入社。ヴァイスプレジデントなどを経て、シニア・パートナー&マネージング・ディレクター及び、産業財・自動車グループと自動車セクターのアジア・パシフィック地区リーダー、オペレーショングループのコアメンバーなどを務める。
世界の代表的なコンサルティングファームであるBCGに於いて、産業財・自動車業界関連のアジア・パシフィック地区代表として、グローバルプロジェクトを手掛ける一方、国内に於ける代表的なアナリストの一人として、主要経済メディアに業界分析等を発表する 。